# Nguyệt Nha Tuyền

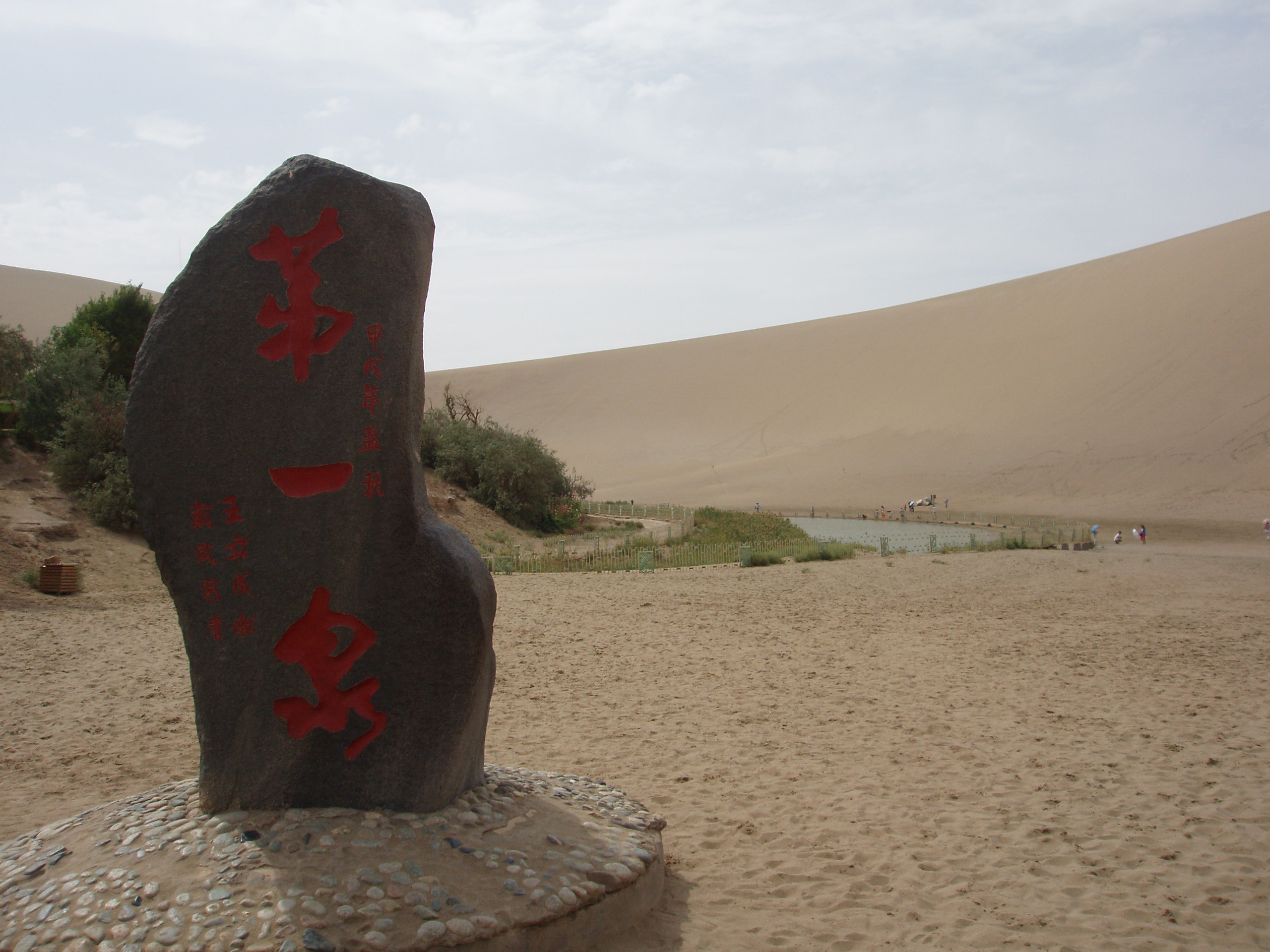
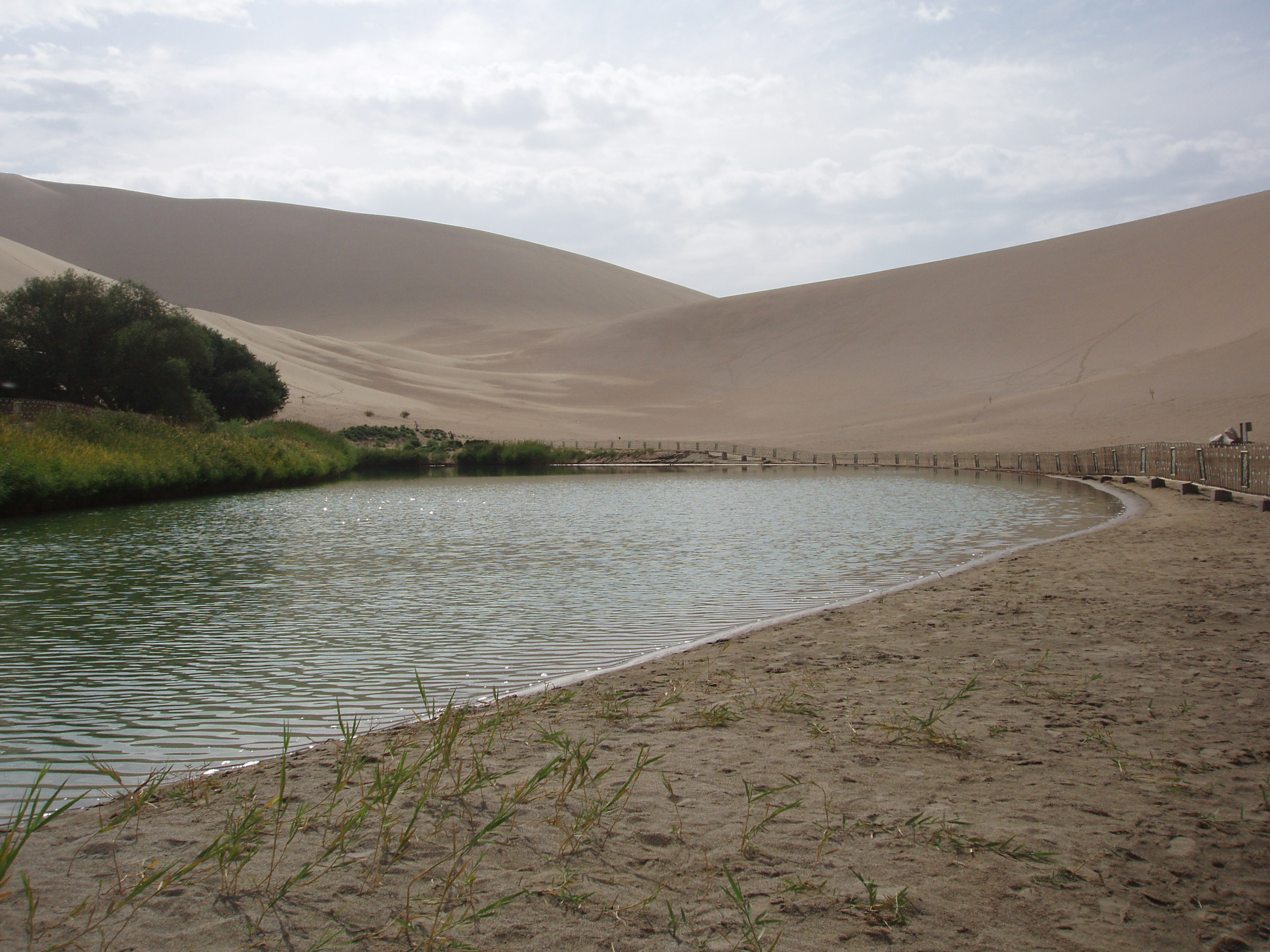

Nguyệt Nha Tuyền (tiếng Trung: 月牙泉; bính âm: Yuèyá Quán), tên gọi cũ Ác Oa Trì, Sa Tỉnh, Dược Tuyền, một hồ nước có hình như trăng lưỡi liềm ở một ốc đảo cách thành phố Đôn Hoàng 5 km về phía tây nam, thuộc tỉnh Cam Túc, Trung Quốc. Từ thời nhà Hán nó đã là một trong tám cảnh đẹp của Đôn Hoàng. Tên gọi Nguyệt Nha Tuyền được đặt từ thời nhà Thanh. Theo đo đạc năm 1960, hồ sâu trung bình 4–5 m với độ sâu nhất lên đến 7,5 m. Trong 40 năm sau, độ sâu của hồ tiếp tục giảm đi. Đầu thập niên 1990, diện tích của hồ chỉ còn lại 5.544 m² (1,37 mẫu Anh) với độ sâu trung bình 0,9 m (tối đa 1,3 m). Dù chính quyền địa phương đã có kế hoạch phục hồi độ sâu của hồ bằng cách bơm nước vào, việc thiếu ngân sách đã trì hoãn việc thực hiện kế hoạch này.